# Didymoglossum sublimbatum
Espèce
Didymoglossum sublimbatum est une espèce de fougères de la famille des Hyménophyllacées. 
Synonymes : Hemiphlebium sublimbatum Prantl, Microgonium sublimbatum (Müll.Berol.) Bosch, Trichomanes baileyanum Watts, Trichomanes marchantioides Zippel ex Moritz, Trichomanes sublimbatum Müll.Berol.

## Description
Didymoglossum sublimbatum est classé dans le sous-genre Didymoglossum.
Cette espèce a les caractéristiques suivantes :
- un long rhizome traçant, densément couvert de poils bruns à noirâtres et sans racines ;
- un limbe, polymorphe, très généralement entier, linéaire et lancéolé, très allongé, à peine lobé, rarement segmenté et si c'est le cas, une fois au plus, et n'atteignant que 3 cm de long, pour  seulement 8 mm de large ;
- la nervuration n'est pas très dense mais les fausses nervures sont assez nombreuses ; ces dernières sont parallèles aux vraies nervures mais il n'existe pas de fausses nervures submarginales (caractéristique du sous-genre)
- une nervuration catadrome.
- les sores sont situés aux extrémités du limbe ou des segments ;
- une indusie tubulaire, aux lèvres très marquées et dont les cellules sont distinctes des tissus du limbe, avec une longue columelle de près de deux fois la taille de l'indusie et ne portant que deux ou trois sporanges.

Comme les espèces du genre, le prothalle de Didymoglossum sublimbatum compte 34 chromosomes.

## Distribution
Cette espèce, presque strictement épiphyte, est présente en Asie du Sud-Est (Cambodge, Chine - Yunnan et Guangxi -, Laos, Myanmar, Thaïlande et Vietnam), en Malaisie, Nouvelle-Guinée. Le type est originaire de Java.